# Alianza para los Progresistas
Alianza para los Progresistas (en inglés: Alliance for Progressives), abreviado como AP, es un partido político botsuano de ideología social liberal. Se fundó luego de que, en julio de 2017, el presidente del Movimiento por la Democracia de Botsuana (BMD), Ndaba Gaolathe, y otros cinco miembros del ejecutivo del partido fueran expulsados del partido y registraran la AP. Como resultado, Gaolathe estableció un nuevo comité de liderazgo, que luego se transformó en un partido disidente, la AP.
El nuevo partido se estableció formalmente el 28 de octubre de 2017 con Gaolathe como líder y Wynter Mmolotsi como vicepresidente. Seis miembros del Parlamento en funciones se unieron al partido, aunque Haskins Nkaigwa regresó más tarde a la UDC, dejándola con cinco escaños antes de las elecciones generales de 2019. En las elecciones, el partido recibió el 5,12% de los votos y terminó tercero detrás del oficialista Partido Democrático de Botsuana (BDP) y el Paraguas para el Cambio Democrático (UDC) en términos de voto popular. Sin embargo, solo retuvo un solo escaño, con Mmolotsi ganando en el distrito electoral de Francistown South. En las elecciones locales paralelas, obtuvo 3 escaños en el concejo de Francistown, y un concejal en los concejos de Selebi-Phikwe, Noreste y Central.

## Resultados electorales

### Elecciones generales
|  | 5.12 % |

|  | 5.60 % |

### Elecciones locales
| Año  | Votos  | %               | Concejales |
| ---- | ------ | --------------- | ---------- |
| 2019 | 52.278 | \| \| 6.84 % \| | 6/490      |
|      | 6.84 % |                 |            |